# فلبوس رمادي
فلبوس رمادي (الاسم العلمي: Phyllobius canus) هو نوع من الحشرات يتبع جنس الفلبوس من فصيلة السوسية الحقيقية.